# Austropleospora osteospermi
Austropleospora osteospermi är en svampart som beskrevs av R.G. Shivas & L. Morin 2010. Austropleospora osteospermi ingår i släktet Austropleospora, klassen Dothideomycetes, divisionen sporsäcksvampar och riket svampar.   Inga underarter finns listade i Catalogue of Life.